# Insula Ciobanu
Insula Ciobanu (numită și Insula Mocanu sau Ostrovul Mocanu) este o insulă din România situată pe Dunăre la 43°54'0" N și 26°0'0" E în format DMS. Aceasta se află la 1 m deasupra nivelului apei. Podul Prieteniei trece peste această insulă. Insula are o lungime totală de aproximativ 5 km și o lățime maximă de 1,2 km.

## Legături externe
- Plajă pe Ostrovul Mocanu
- O insulă din zona Giurgiu – locul unde se va desfășura singura competiție de pescuit extrem pe Dunăre din România